# 威靈頓 (內華達州)
威靈頓（英語：Wellington）是位於美國內華達州萊昂縣的非建制地區。

## 歷史
威靈頓的郵局自1865年營運至今。

## 地理
威靈頓所處的海拔為高於海平面1474米（即4836英呎），而該地所採用的時區為UTC-8，即太平洋时区（PST）。同時該地設有夏令時間，為UTC-8調快一小時，即UTC-7（PDT）。